# أردو خان كندي
أردو خان كندي هي قرية في مقاطعة مشكين شهر، إيران. عدد سكان هذه القرية هو 175 في سنة 2006.